# Antoni de Vilaragut i Visconti
Antoni de Vilaragut i Visconti (Sicília, 1336 - País Valencià, 1400) fou conseller de Pere el Cerimoniós i alcaid de Xàtiva. Fins al segle XX se li atribuïren les traduccions de les Tragèdies de Sèneca al català, cosa que Jordi Rubió i Balaguer desmentí basant-se en la seua biografia i llenguatge utilitzat a l'obra. L'autor d'aquestes obres podria tractar-se del seu net homònim (mort el 1446), Antoni de Vilaragut i de Vilanova.
Fill de Ramon de Vilaragut i Sarrià i de Diana Visconti, filla i neta dels senyors de Milà. Passà als setze anys del regne de València a Sicília. En recompensa pel seu servei com a capità de les naus que defensaren Sicília del setge dels reis de Nàpols, obtingué per donació de Joan, duc d'Atenes, el castell i baronia de la ciutat de Tripi. De Pere III, obtingué en 1375 l'alcaldia de Xàtiva per les batalles lliurades al seu nom. Joan I el nomenà majordom seu el 1388 i li concedí la baronia de Dosaigües i el lloc d'Alaquàs. Al morir, deixà als seus fills una de les hisendes més extenses de València que incloïen els termes de Marines (Camp de Túria), l'Olla, Torres Torres, Olocau, Trulles, Alcaícia, Sollana, Dosaigües i Alaquàs.